# Patrick O’Donovan
Patrick O’Donovan (ur. 21 marca 1977 w Limerick) – irlandzki polityk, deputowany, od 2024 minister.

## Życiorys
Absolwent chemii na University College Cork, uzyskał również dyplom z nauk edukacyjnych w Mary Immaculate College. Pracował jako nauczyciel w szkole podstawowej.
Zaangażował się w działalność polityczną w ramach Fine Gael. W 2003 został dokooptowany do składu rady hrabstwa Limerick, uzyskiwał następnie mandat w 2004 i 2011. W 2011 został po raz pierwszy wybrany do Dáil Éireann. Z powodzeniem ubiegał się o poselską reelekcję w wyborach w 2016 i 2020.
W latach 2017–2020 zajmował niższe stanowiska rządowe ministra stanu w różnych departamentach. W kwietniu 2024 objął urząd ministra szkolnictwa wyższego, innowacji i badań naukowych w nowo powołanym rządzie Simona Harrisa. W styczniu 2025 w utworzonym wówczas drugim gabinecie Micheála Martina został natomiast ministrem ds. sztuki, kultury, komunikacji, mediów i sportu.